# Merivoimat
Merivoimat – fińska marynarka wojenna, część Fińskich Sił Zbrojnych.

## Historia

### Przed 1918

#### Panowanie szwedzkie
Tereny obecnej Finlandii należały do Szwecji do 1809 roku. W okresie tym nie istniała odrębna od szwedzkiej flota fińska. Na terytorium fińskim znajdowały się jednak bazy szwedzkiej marynarki wojennej, a wielu marynarzy w niej służących pochodziło z Finlandii.

#### Panowanie rosyjskie
W 1809 roku Finlandia przeszła pod zwierzchnictwo rosyjskie. Utworzona została wówczas pierwsza całkowicie fińska jednostka morska – Suomen Meriekipaasi. Powstała ona w 1830 roku i broniła wybrzeży Finlandii, działając u boku floty bałtyckiej marynarki wojennej carskiej Rosji. Wśród okrętów należących do Meriekipaasi znajdowały się parowa fregata bocznokołowa „Rjurik” (zbudowana w 1851 roku w stoczni Gamla w Turku) i korweta parowa „Kalevala” (zbudowana w 1858 roku w tej samej stoczni co „Rjurik”) – obydwa okręty służyły później w rosyjskiej Flocie Pacyfiku. Ówczesne siły morskie Finlandii brały udział w wojnie krymskiej w trakcie działań na Bałtyku.

### Niepodległa Finlandia

#### Dwudziestolecie międzywojenne

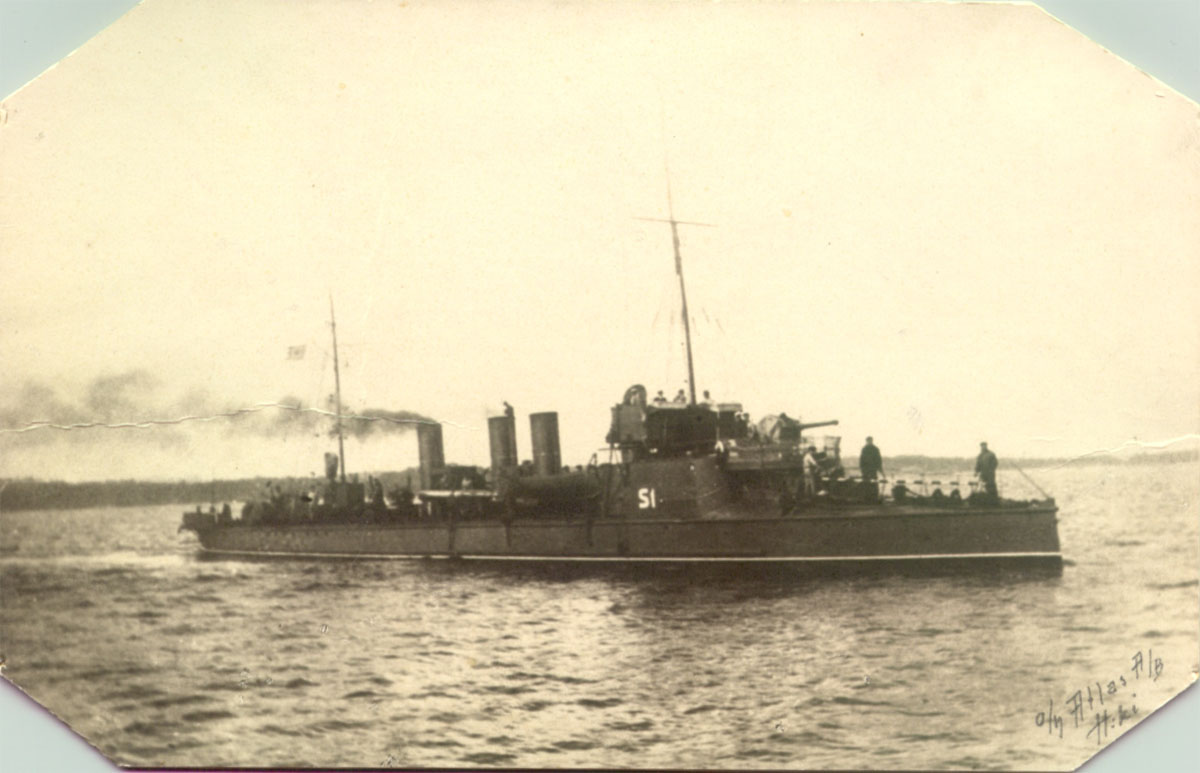
Torpedowiec S1

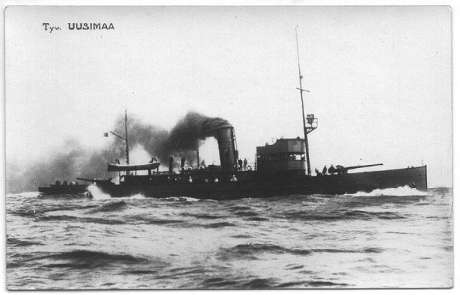
Kanonierka „Uusimaa” w latach 20.

6 grudnia 1917 roku Finlandia ogłosiła swoją niepodległość, a decyzja ta została uznana przez Rosję radziecką 31 grudnia tego roku. Pierwszymi okrętami wchodzącymi w skład nowej floty fińskiej były rosyjskie jednostki, które nie były w stanie podołać zimowemu przejściu do bazy w Kronsztadzie i zostały w kwietniu 1918 roku przejęte przez Niemców, po czym przekazane Finom. Merivoimat operowała wówczas kilkoma kanonierkami – „Klas Horn”, „Matti Kurki” (przejęte od Rosji), „Turunmaa”, „Karjala” (zbudowane w Finlandii w 1918 roku, zamówione i opłacone przez Rosjan na potrzeby własnej floty); sześcioma torpedowcami typu S (przejęte od Rosji); ośmioma torpedowcami typu C; stawiaczem min „Louhi”; kilkoma trałowcami i pięcioma małymi stawiaczami min typu T. W 1920 Niemcy przekazali Finlandii dwie zdobyte w czasie wojny z Rosją kanonierki („Uusimaa” i „Hämeenmaa”). Na skutek traktatu z Tartu Finlandia musiała zwrócić część okrętów (trzy torpedowce: S3, S4 i S6), trałowce „Altair”, „Mikula”, MP 7, MP 11, „Ahvola”, T 12, piętnaście holowników, cztery małe transportowce i pięćdziesiąt cztery motorówki. Kolejne trzy torpedowce typu C (C1, C2 i C3) utracono w trakcie wspierania brytyjskiej kampanii przeciwko Rosji w latach 1918-19. Pozostałe posiadane porosyjskie okręty Finlandia odkupiła w cenie złomu. 
W 1927 roku po latach dyskusji nad rozbudową sił morskich, przyjęto plany budowy nowych okrętów. Impulsem do tego stała się utrata torpedowca S2 podczas sztormu w październiku 1925 roku. Plany zakładały budowę dwóch okrętów obrony wybrzeża, czterech okrętów podwodnych. Podjęto decyzje o przejęciu torpedowców z Wielkiej Brytanii oraz budowie własnych, a także konstrukcji trałowców. W 1930 przejęto zbudowany we Francji w 1902 roku niemiecki okręt „Oldenburg”, który został wcielony do marynarki wojennej jako okręt szkolny „Suomen Joutsen”.

#### II wojna światowa

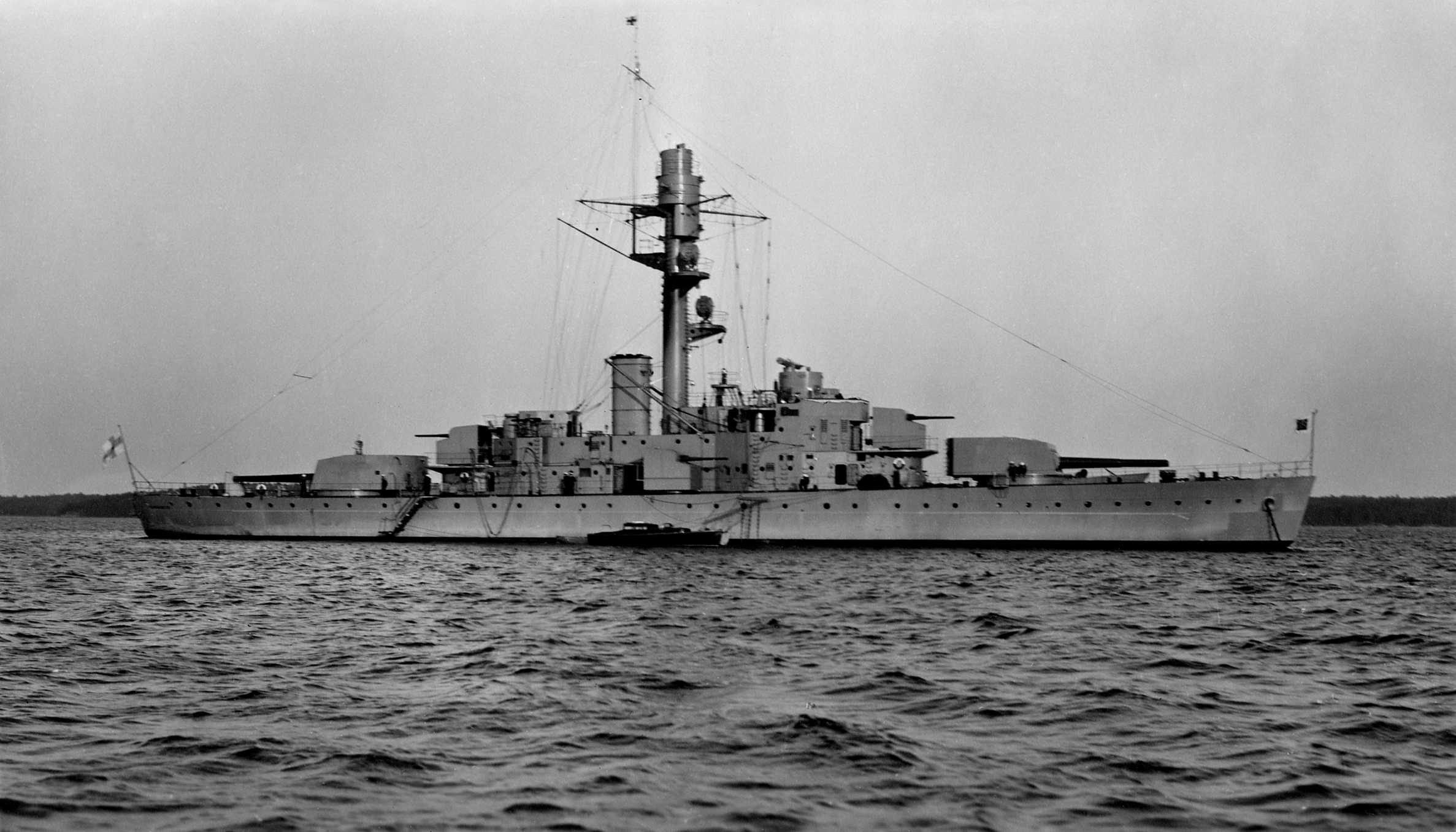
Pancernik obrony wybrzeża „Väinämöinen” w 1938 roku.

W czasie drugiej wojny światowej Finlandia posiadała już znacznie rozbudowaną flotę, chociaż nie wszystkie zaplanowane jednostki zdołano ukończyć w terminie. Wśród okrętów, którymi dysponowała Merivoimat były: dwa pancerniki obrony wybrzeża („Ilmarinen” i „Väinämöinen”), pięć okrętów podwodnych dwóch typów („Vesihiisi”, „Iku-Turso”, „Vetehinen” oraz „Vesikko” i „Saukko”), cztery kanonierki („Turunmaa”, „Karjala”, „Uusimaa” i „Hämeenmaa”), siedem kutrów torpedowych (dwa typu Sisu, jeden typu Isku, cztery typu Syöksy), jeden stawiacz min („Louhi”), osiem trałowców (sześć typu Ahven, dwa typu Rautu) oraz jeden okręt szkolny („Suomen Joutsen”). Ponadto na wodach jeziora Ładoga Finlandia utrzymywała sześć okrętów: jeden lodołamacz („Aallokas”), jedną kanonierkę („Aunus”), jeden stawiacz min („Yrjö”), jeden holownik („Vakava”), dwie motorówki (S1 i „N. K. af Klercker”). Dodatkowo Straż Wybrzeża posiadała w swoich zasobach okręty pomocnicze, lodołamacze i patrolowce.

##### Wojna zimowa
Po wybuchu wojny zimowej Finlandia zajęła zdemilitaryzowane Wyspy Alandzkie. Marynarka wojenna zajęła się głównie ochroną floty handlowej i szlaków morskich. Podczas pierwszego miesiąca działań wojennych doszło do wymiany ognia pomiędzy radzieckimi okrętami wojennymi a artylerią nadbrzeżną w Hanko, Utö i Koivisto. Zarówno podczas walk w Hanko, jak i w Koivisto, Finom udało się zadać znaczne uszkodzenia okrętom radzieckim i zmusić je do wycofania się. Wysiłki mające na celu zatopienie radzieckich okrętów przez fińskie okręty podwodne („Vesikko” i „Saukko”) zakończyły się niepowodzeniem. W grudniu 1939 lód stał się tak gruby, że jedynie lodołamacze były w stanie poruszać się przy wybrzeżach Finlandii. Największe jednostki floty – dwa pancerniki obrony wybrzeża – zostały przeniesione do portu w mieście Turku, gdzie wzmacniały jego obronę przeciwlotniczą. Pozostały tam do końca wojny.

##### Wojna kontynuacyjna
Jeszcze przed wybuchem wojny kontynuacyjnej Finlandia zamówiła we Włoszech pięć kutrów torpedowych. Postanowienia kończące wojnę zimową dzieliły przestrzeń operacyjną sił morskich Finlandii w pobliżu dzierżawionego teraz przez ZSRR półwyspu Hanko. Dotyczyło to również artylerii nadbrzeżnej w Russarö i Osmussaar, które strzegły zaminowanego podejścia do zatoki Botnickiej. Wielkie pola minowe zostały położone w kooperacji z Niemcami na początku wojny. Dwa fińskie pancerniki obrony wybrzeża ostrzeliwały bazę radziecką w Hanko aż do grudnia 1941, kiedy Sowieci postanowili ją ewakuować[1].
W latach 1941–1945 w zatoce Fińskiej zostało położonych 69 779 min i przeszkód dla niszczycieli min. Były one wykorzystywane zarówno przez Finlandię (6 382 miny), Związek Radziecki (16 179 min i 2441 przeszkód) jak i Niemcy (około 45 000 min). W 1957 roku po raz ostatni odbyto coroczny sezon oczyszczania zatoki z min, jednak zagrożenie minowe utrzymywało się jeszcze przez około 10 lat później. Do tej pory na dnie znajduje się wiele min z czasów tej wojny[2]. Największą stratą fińskiej marynarki podczas tej wojny było zatonięcie pancernika „Ilmarinen” po wejściu na minę 13 września 1941 roku. Zginęło wówczas 271 osób. Z katastrofy uratowały się 132 osoby. W 1942 roku działania militarne skupiły się głównie na zwalczaniu okrętów podwodnych. Finlandia i Niemcy starały się za wszelką cenę powstrzymać radzieckie okręty podwodne przed uzyskaniem dostępu do morza Bałtyckiego. Wykorzystywane w tym celu pola minowe okazały się jednak środkiem niewystarczającym. Radzieckie okręty podwodne zatopiły osiemnaście statków, spośród których siedem należało do Finlandii. Finowie zatopili natomiast trzy, spośród dwunastu zatopionych ogółem radzieckich okrętów podwodnych. Kolejnym krokiem było całkowite zablokowanie zatoki fińskiej sieciami zwalczania okrętów podwodnych pomiędzy Naissaar i Porkkala. Sieci zostały zainstalowane natychmiast jak tylko stopniał lód. Zapora ta była skuteczna aż do jesieni 1944 roku, kiedy ze względu na przejęcie kontroli nad fińskimi szlakami przybrzeżnymi, ZSRR był w stanie ominąć przeszkodę.
Wiosną 1942 roku Finlandia zajęła wyspę Gogland. W lipcu 1942 Sowieci podjęli próbę zajęcia małej wysepki Sommers w zatoce Fińskiej. W 1943 roku Merivoimat otrzymał czternaście nowych okrętów torpedowych, zastępując nimi przedwojenne jednostki. W 1944 roku ZSRR rozpoczął wielką kampanię ofensywną przeciwko Finlandii, podczas której marynarka wojenna walczyła w kooperacji z siłami lądowymi w zatoce Wyborskiej. Fińskie okręty zostały jednak zmuszone do wycofania się.

##### Wojna lapońska
Działania wojenne przeciwko Niemcom rozpoczęły się we wrześniu 1944 roku. 25 sierpnia tego roku fiński minister spraw zagranicznych zwrócił się do ZSRR z propozycją rozmów pokojowych. Sowieci zażądali w zamian zerwania wszelkich stosunków z III Rzeszą i nakazu opuszczenia terytorium Finlandii przez wojska niemieckie do 15 września. Rząd fiński spełnił te żądania 4 września. Niemcy licząc się już wcześniej z możliwością utraty sojuszu z Finlandią, opracowały kilka scenariuszy działania. Podstawowym planem była okupacja terytorium fińskiego, jednak w połowie roku 1944 stało się jasne, że Niemcy nie mogą sobie pozwolić na taki wysiłek militarny. Ponadto III Rzesza planowała zająć wyspy fińskie na Bałtyku, aby umożliwić sobie swobodne operowanie na jego wodach i w dalszym ciągu utrzymywać blokadę zatoki fińskiej. Przede wszystkim planowano zajęcie wysp Alandzkich (operacja Tanne West) i wyspy Suursaari (operacja Tanne Ost). Z obawy przed wciągnięciem w konflikt Szwecji, która była bardzo wrażliwa na punkcie wysp Alandzkich, zdecydowano się jedynie na wykonanie operacji Tanne Ost. Operacja desantowa zakończyła się całkowitym fiaskiem. Niemcy stracili szereg jednostek nawodnych, kilkanaście samolotów i kilkakrotnie więcej żołnierzy niż strona fińska. Upadek operacji Tanne Ost przyczynił się bezpośrednio do przerwania blokady zatoki fińskiej przez flotę radziecką.
Ostatnią akcję Marivoimat przeprowadził 1 października 1944 roku w Tornio, gdzie zajęto port. Desant wysadzony następnie w okolicy zajął miasto. Wywiązały się walki, które zakończono po kilku dniach zwycięstwem Finów. Podobna sytuacja miała w tym czasie miejsce w mieście Kemi, gdzie również postanowiono zająć port i miasto.
Fińskie jednostki z powodzeniem ostrzeliwały niemieckie baterie nabrzeżne, które były dużym zagrożeniem dla statków handlowych. Miny położone przez Finów zatopiły kilka niemieckich okrętów podwodnych. Po rozejmie fińsko-sowieckim, Finlandia uczestniczyła w operacji czyszczenia Bałtyku z min. Trwało to do lat 50. i pochłonęło wiele ofiar.

#### Zimna wojna

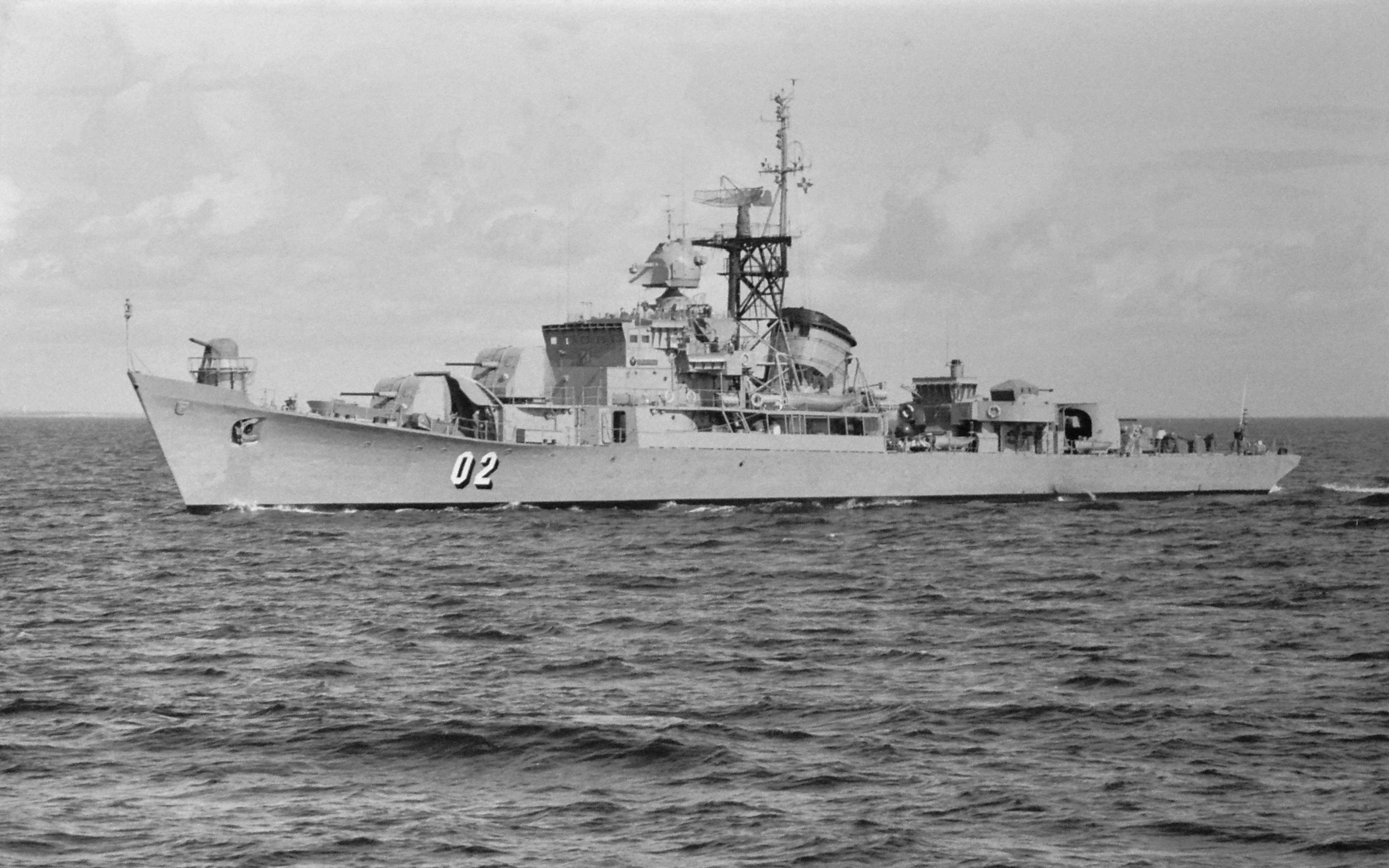
Fregata „Hämeenmaa” radzieckiego typu Riga

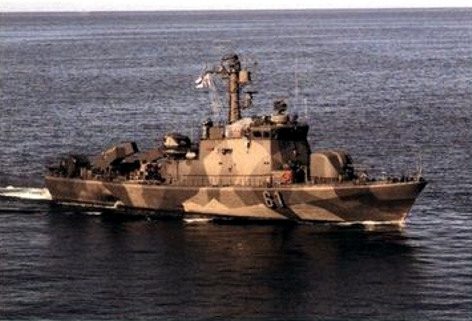
Kuter rakietowy „Turku” typu Helsinki

Po II wojnie światowej Finlandia podlegała szeregowi ograniczeń, jako były sprzymierzeniec państw Osi, a także z uwagi na znalezienie się w geopolitycznej sferze wpływów ZSRR („finlandyzacja”). Na mocy pokoju paryskiego z 1947 roku, łączna wyporność okrętów marynarki fińskiej została ograniczona do 10 000 t, a liczebność personelu do 4500 ludzi, ponadto zakazano posiadania okrętów podwodnych, kutrów torpedowych, broni rakietowej oraz torped i min morskich z zapalnikami niekontaktowymi lub kierowanych. W konsekwencji, okręty podwodne złomowano, a kutry torpedowe przekształcono na patrolowe. Finlandia została też zmuszona do odsprzedaży ZSRR pancernika przybrzeżnego „Väinämöinen”. Restrykcje te za zgodą ZSRR zostały złagodzone w latach 60., w tym zgodzono się na posiadanie przez Finlandię uzbrojenia rakietowego.
Podstawowymi jednostkami po wojnie stały się okręty i kutry patrolowe oraz trałowce, niezbędne do oczyszczania strefy odpowiedzialności z min. Stanowiące największe jednostki cztery przedwojenne kanonierki i większość stawiaczy min wycofano do 1953 roku. Od drugiej połowy lat 50. marynarka zaczęła nabywać nowe niewielkie jednostki, w tym kutry artyleryjskie, stawiacz min („Keihssalmi”) i barki desantowe. Dopiero w latach 60. marynarka wzbogaciła się o większe okręty: brytyjską fregatę typu Bay „Matti Kurki” (wojennej budowy), dwie radzieckie fregaty typu Riga, a pod koniec dekady dwie korwety własnej budowy typu Turunmaa. W latach 70. Finlandia nabyła od ZSRR pociski przeciwokrętowe P-15 dla uzbrojenia doświadczalnego okrętu „Isku”, a następnie cztery kutry rakietowe typu Osa II.
Od początku lat 80. do służby zaczęły wchodzić nowe własnej budowy kutry rakietowe, z nowoczesnym uzbrojeniem produkcji szwedzkiej: najpierw cztery jednostki typu Helsinki, a w kolejnej dekadzie cztery typu Rauma. Istotne dla marynarki fińskiej pozostało budowanie specjalnych okrętów do walki minowej – w 1979 roku wszedł do służby większy stawiacz min „Pohjanmaa”, pełniący też rolę okrętu szkolnego, a w latach 90. zbudowano pięć uniwersalnych stawiaczy min z możliwościami transportowymi, w tym dwa większe typu Hämeenmaa. Wraz z zakończeniem zimnej wojny, w 1990 roku ograniczenia stawiane marynarce fińskiej przestały ostatecznie obowiązywać, lecz nie podjęła ona dążeń do nabycia nowych klas okrętów, a w 1995 roku jej liczebność wynosiła 1800 osób personelu służby stałej, nie licząc Straży Granicznej (800).

#### XXI wiek
Na przełomie XX/XXI wieku weszły do służby cztery kutry rakietowe typu Hamina, stanowiące ostatnie ogniwo rozwoju fińskich okrętów uderzeniowych. W 2003 roku ogłoszono przetarg na niszczyciele min. W 2006 roku Finowie wybrali na głównego wykonawcę Intermarine S.p.A., zaś na dostarczyciela systemu walki – Atlas Elektronik. Kontrakt na budowę trzech okrętów warty był 244,8 miliona euro, wliczając w to koszt szkolenia załóg okrętów, dostawy dokumentacji technicznej, części zapasowych i wyposażenia, a także wsparcia logistycznego. Ostatni z trzech niszczycieli min typu Katanpää przekazano fińskiej marynarce wojennej w listopadzie 2016 roku. W grudniu 2015 roku fiński minister obrony Jussi Niinistö dał siłom zbrojnym mandat do rozpoczęcia realizacji programu Eskadra 2020, którego celem jest zakup czterech okrętów wielkości korwety zdolnych do działania na Bałtyku przez cały rok. Cztery nowe okręty będą miały zastąpić w służbie wycofane już okręty typu Pohjanmaa, cztery okręty rakietowe typu Rauma i dwa stawiacze min typu Hämeenmaa, które zostaną wycofane w połowie lat dwudziestych. W październiku 2016 roku fińska marynarka wojenna odebrała po zakończonej modernizacji, stawiacz min „Pansio” (90). Jest on pierwszą z trzech jednostek tego typu (pozostałe to „Pyhäranta” i „Porkkala”), które poddawane są zabiegom pozwalającym na pozostawienie ich w służbie do 2030 r. Prace, których realizację zaplanowano na lata 2015-17, mają kosztować ok. 35 mln euro. Od 2018 roku Finlandia modernizuje kutry rakietowe czwartej generacji „Hamina”. Wszystkie okręty mają zostać zmodernizowane do końca 2021 r. Obecnie zmodernizowano dwa okręty (Torino i Hamina).  Wszystkie stacjonują w bazie morskiej Upinniemi. Od stycznia 2019 roku dowódcą fińskiej marynarki wojennej jest kontradmirał Harju Jori.
Po zakończeniu zimnej wojny marynarka fińska zaczęła brać aktywny udział w ćwiczeniach międzynarodowych w swoim regionie, głównie z marynarkami państw NATO, jak BALTOPS, Open Spirit (od 1996), Northern Coast (NOCO, od 2007). Od 2011 roku marynarka fińska zaczęła też brać ograniczony udział w misjach międzynarodowych, wysyłając stawiacz min „Pohjanmaa” do działań antypirackich na wodach Zatoki Adeńskiej.
Po agresji Rosji na Ukrainę, w 2023 roku Finlandia przystąpiła do sojuszu NATO. W 2023 roku rozpoczęto też budowę pierwszej z czterech planowanych wielozadaniowych korwet (lekkich fregat) typu Pohjanmaa, dysponujących znacznie większymi możliwościami od poprzedników, zwłaszcza w zakresie rakiet przeciwlotniczych. Mają one wejść do służby około 2027 roku.

## Organizacja
W 2015 roku fińska marynarka wojenna liczyła w czasie pokoju 1810 żołnierzy służby stałej i 3000 poborowych. Dzięki systemowi rezerwy, w czasie wojny marynarka może ulec zwiększeniu do 30 tysięcy personelu. Organizacyjnie dowództwu marynarki (stacjonuje w Helsinkach) podlegają dwa Dowództwa Morskie oraz jeden Obwód Przybrzeżny. Główne bazy fińskiej marynarki to: Upinniemi i  Turku. W  Upinniemi stacjonuje Dowództwo Morskie Zatoki Fińskiej, a w Turku – Dowództwo Morskie Archipelagu. Mniejszą bazą jest Kotka, gdzie stacjonuje Obwód Przybrzeżny Kotka.
Organizacyjnie dowództwu marynarki wojennej podlegają także:
- Brygada Uusimaa, która prowadzi szkolenie lądowe jednostek obrony wybrzeża, w tym artylerii nabrzeżnej. Brygada stacjonuje w Tammisaari.
- Arsenał Morski w Turku.
- Morskie centrum badawcze w Helsinkach.

Marynarka nie posiada organicznego lotnictwa morskiego, natomiast w jej skład wchodzi nadal artyleria nadbrzeżna, zarówno rakietowa, jak i lufowa.

## Uzbrojenie

### Okręty
| Typ                          | Zdjęcie          | Okręty           | Wejście do służby | Wyporność (t)    | Długość (m)      |
| Okręty rakietowe             | Okręty rakietowe | Okręty rakietowe | Okręty rakietowe  | Okręty rakietowe | Okręty rakietowe |
| ---------------------------- | ---------------- | ---------------- | ----------------- | ---------------- | ---------------- |
| Okręty rakietowe typu Rauma  |                  | 4                | 1990-1992         | 248              | 48,5             |
| Okręty rakietowe typu Hamina |                  | 4                | 1996–2006         | 250              | 51               |
| Stawiacze min                |                  |                  |                   |                  |                  |
| Stawiacz min typu Pansio     |                  | 3                | 1991-1992         | 680              | 43               |
| Stawiacze min typu Hämeenmaa |                  | 2                | 1992              | 1300             | 77,8             |
| Trałowce                     |                  |                  |                   |                  |                  |
| Trałowce typu Katanpää       |                  | 3                | 2012              | 680              | 52,45            |
| Trałowce typu Kuha           |                  | 6                | 1974              | 150              | 31,62            |
| Trałowce typu Kiiski         |                  | 7                | 1975              | 20               | 15,8             |

### Uzbrojenie sił lądowych obrony wybrzeża
| Zdjęcie | Nazwa                             | Producent | Ilość      | Uwagi                |
| ------- | --------------------------------- | --------- | ---------- | -------------------- |
|         | Działo kal. 130 mm K 54           | ZSRR      | 190        | Stopniowo wycofywane |
|         | Działo ppanc. kal. 100 mm D-10T   | ZSRR      | 61         | wycofane             |
|         | Mobilne wyrzutnie pocisków RBS-15 | Szwecja   | 5 wyrzutni |                      |